# Lê Công Vinh
Lê Công Vinh (* 10. Dezember 1985 in Quỳnh Lưu) ist ein vietnamesischer ehemaliger Fußballspieler auf der Position eines Stürmers. Er ist mit 46 Toren in 74 Spielen Rekordtorschütze der Vietnamesischen Fußballnationalmannschaft.

## Vereinskarriere
Seine Karriere begann Lê Công Vinh in der Jugendabteilung des PVFC Sông Lam Nghệ An. Von 1998 bis 2004 spielte er dort für die Junioren, ehe er dann einen Vertrag bei den Senioren erhielt. Für diese spielte er vier Jahre, bis zum Ende der Saison 2008. Nach Saisonende wechselte er zum V-League Aufsteiger T&T Hà Nội. Die Entstehung des Wechsels wurde ausführlich in den vietnamesischen Medien verfolgt. Vinh war sich bereits über einen Vertrag mit dem Verein Thể Công einig, nahm in letzter Minute jedoch noch das Angebot von T&T Hà Nội an, das ihm ein höheres Gehalt garantierte. Die Ablösesumme betrug 400.000 US-Dollar, was bis dahin die höchste Ablösesumme innerhalb der V-League darstellte. Vinh erhielt einen Dreijahresvertrag. Die Saison verlief für ihn sehr erfolgreich. Mit der Mannschaft wurde er Vizemeister in der V-League Saison 2009 und erzielte dabei 14 Tore. Diese brachten ihm den 2. Platz in der Torschützenliste ein. Im August 2009 gab sein Verein bekannt, dass Vinh für vier Monate an den portugiesischen Erstligisten Leixões SC ausgeliehen werden wird. Die Leihe begann am 1. September 2009. Die Ausleihgebühr betrug 100.000 Dollar. Beide Vereine vereinbarten auch eine spätere Zusammenarbeit. Lê Công Vinh brachte es auf insgesamt zwei Einsätze in der portugiesischen 1. Liga und einen Einsatz im Pokal. Nach vier Monaten kehrte er wieder zurück. Im Januar 2012 wechselte er zum Ligakonkurrenten Hà Nội ACB. Nach einem Jahr und mittelmäßigen Erfolg wechselte er zu seinem Heimatverein Sông Lam Nghệ An. Nach einem Jahr als Leistungsträger und Kapitän, einigten sich Sông Lam Nghệ An und Consadole Sapporo, ein damaliger japanischer Zweitligist, auf ein zweijähriges Tauschgeschäft. Nach diesen zwei Jahren wechselte er zu Becamex Binh Duong und spielt dort in der Saison 2016 auch in der AFC Champions League.

## Nationalmannschaftskarriere
Seine Karriere in der Nationalmannschaft Vietnams begann für ihn in der U-20. Von 2003 bis 2007 spielte er für die U-23. Sein erstes größeres Turnier waren die Südostasienspiele 2003. Mit der Mannschaft erreichte er das Finale, scheiterte jedoch am Erzrivalen Thailand. 2004 stand er erstmals im Kader der Nationalmannschaft. Am 20. August 2004, im Spiel gegen die Myanmarische Fußballnationalmannschaft gelangen ihm seine beiden ersten Tore für die Nationalelf. Im gleichen Jahr nahm er mit der Mannschaft an der ASEAN-Fußballmeisterschaft 2004 teil. Im Verlaufe des Turniers gelangen ihm dabei vier Tore. Im Gruppenspiel gegen Kambodscha schaffte er einen in der zweiten Halbzeit einen Hattrick. Weitere Teilnahmen an großen Turnieren folgten für ihn, sowohl mit der U-23 als auch der Erwachsenen-Elf. Mit der U-23 nahm er noch an den Asienspielen 2006 und den Südostasienspielen 2007 teil. Nach der Teilnahme mit den Senioren an den ASEAN-Fußballmeisterschaft 2007, gelang ihm 2008 bei den ASEAN-Meisterschaften der Durchbruch zum Star in der Heimat. Im gesamten Turnier gelangen ihm zwei Tore. Diese jedoch erzielte er jeweils in den beiden Finalspielen. Im Hinspiel des Finales gegen Thailand traf er in der 42. Minute zum 2:1 für seine Mannschaft. Im Rückspiel schoss er in der Nachspielzeit das 1:1, welches für Vietnam den ersten Titel bei den ASEAN-Meisterschaften bedeutete. 2014 erreichte er mit seiner Mannschaft das Halbfinale der ASEAN-Fußballmeisterschaft, in dem diese mit 2:2 und 2:4 gegen Malaysia ausschied.

## Auszeichnungen und Erfolge

### Auszeichnungen als Spieler
- Vietnamesischer Goldener Ball (Spieler des Jahres) 2004, 2005, 2007

### Erfolge als Spieler

#### T&T Hà Nội
- V-League Vizemeister 2009

#### In der Nationalmannschaft
- Fußball-Südostasienmeister: 2008
- Teilnahme an der Endrunde zu den Asienspielen 2006 (U-23)
- Südostasienspiele Silbermedaille 2003 (U-23)

## Erläuterungen/Einzelnachweise
1. ↑  dangcongsan.vn: Vietnam striker Le Cong Vinh to play in Portuguese Liga (Memento des Originals vom 22. Februar 2014 im Internet Archive)  Info: Der Archivlink wurde automatisch eingesetzt und noch nicht geprüft. Bitte prüfe Original- und Archivlink gemäß Anleitung und entferne dann diesen Hinweis.
2. ↑  rsssf.org: Statistische Details des Turniers